# Boletellus obscurecoccineus
Boletellus obscurecoccineus, conhecido como bolete de ruibarbo, é uma espécie de fungo da família Boletaceae, encontrado na Austrália, Nova Guiné, Java, Bornéu, Japão, Coreia e Taiwan. É um bolete distinto e colorido do solo da floresta.

## Taxonomia
Boletellus obscurecoccineus foi originalmente coletado em Java e descrito por Franz Xaver Rudolf von Höhnel em 1914, e colocado no género Boletellus por Rolf Singer em 1945. Em 2011, Nian-Kai Zeng e Zhu L. Yang sinonimizaram as espécies asiáticas Boletus puniceus e Boletus megasporus com Boletellus obscurecoccineus. Boletus puniceus, originalmente descrito de Kunming ( Iunã, China ) em 1948, e posteriormente transferido para Xerocomus em 1979 e Boletellus em 2002, já era suspeito por EJH Corner em 1972 como sendo coespecífico com B. obscurecoccineus em sua monografia sobre boletes da Malásia. Boletus megasporus foi descrito na Região Autônoma de Xizang da China em 1980. A comparação dos espécimes de tipo não revelou diferenças morfológicas significativas entre B. obscurecoccineus e B. megasporus.

## Descrição
Um brilhantemente colorido e bolete distintivo, Boletellus obscurecoccineus tem uma hemisfica convexa a tampa para um diâmetro de 7 cm (3 in), de cor rosa-vermelho ou ruibarbo, com uma margem saliente quando jovem. A tampa pode rachar em espécimes mais velhos e revelar a polpa amarela por baixo. Os poros anexados são de cinco ou seis lados e amarelos. Eles apresentam manchas azuis em alguns espécimes (embora não geralmente na Austrália Ocidental ). O stipe estreito não tem um anel e pode chegar a 9.5 cm (3.7 in) altura com um diâmetro de 2 cm. É avermelhado e com escamas em geral, desbotando para amarelo sob a tampa. A impressão do esporo é marrom escuro. O micélio é branco. Não há odor significativo e o sabor é suave. Sob o microscópio, os esporos alongados amarelos pálidos medem 14,5–19,5 por 6–7,5 μm.

### Espécies semelhantes
Coleções africanas de aparência semelhante inicialmente relatadas como Boletellus obscurecoccineus foram redescritas como Boletellus rubrolutescens. As espécies Boletus rubellus da América do Norte e da Europa têm coloração um pouco semelhante a B. obscurecoccineus, mas carece do caule escamoso deste último.

## Habitat e distribuição
A distribuição inclui Coreia, Nova Guiné, Java, Bornéu, Japão e Taiwan. Na Austrália, o bolete de ruibarbo foi registado no sudoeste da Austrália Ocidental e no sudeste de New South Wales e em Vitória e Tasmânia.
O boleto de ruibarbo é uma espécie ectomicorrízica, encontrada na serapilheira de florestas de eucalipto na Austrália e com carvalho e outras árvores decíduas na Ásia.  Os corpos frutíferos aparecem no verão e no outono, de julho a novembro.
Apesar do nome em inglês, não se sabe se esse cogumelo é seguro para comer ; no entanto, os boletos não são uma variedade de cogumelos venenosos, embora muitos indivíduos tenham problemas gastrointestinais com certas espécies, particularmente espécies com pigmentação vermelha.